# Al Lucas
Albert B. Lucas (Windsor (Ontario), 16 november 1916 – New York, 19 juli 1983) was een Canadees jazzcontrabassist.

## Biografie
Lucas' moeder was concertpianiste en hij kreeg als kind onderricht van haar, op 12-jarige leeftijd wisselde hij naar de contrabas en de tuba. Op 16-jarige leeftijd verhuisde Lucas naar New York, waar hij speelde bij Kaiser Marshall, daarna in het Sunset Royal Orchestra van Ace Harris van 1933 tot 1942. In 1944/1945 werkte hij bij Hot Lips Page, Coleman Hawkins en Eddie Heywood, voordat hij lid werd van het trio van Mary Lou Williams (Zodiac Suite, 1945) en daarna van het orkest van Duke Ellington (1945/1946), met wie hij ook optrad in 1956. Hij werkte ook mee aan talrijke plaatopnamen, waaronder van James P. Johnson, J.J. Johnson, Ben Webster, Erroll Garner en Eddie South. Van 1947 tot 1953 ging hij op tournee met Illinois Jacquet, van 1954–1956 speelde hij weer met Heywood. In 1957 werkte hij in het Savoy Ballroom Orchestra van Cootie Williams, in 1958 met de 7th Ave Stompers met Emmett Berry, Vic Dickenson, Joe Wilder en Buster Bailey. Bovendien nam hij op met Ruby Braff, Charlie Byrd en Teddy Wilson, bij wiens trioalbum The Impeccable Mr. Wilson hij was betrokken. Later werkte Lucas overwegend als studiomuzikant en trad hij slechts nog af en toe op in het jazzcircuit. Zo werkte hij in 1961 mee aan Leo Parkers album Rollin' with Leo en in 1963 aan Sonny Stitts album Salt & Pepper.

## Overlijden
Al Lucas overleed in juli 1983 op 66-jarige leeftijd.